# La Cirera
La Cirera es una entidad de población española del municipio de Llorac, perteneciente a la provincia de Tarragona, en la comunidad autónoma de Cataluña.

## Historia
A mediados del siglo XIX, el lugar, que ya compartía ayuntamiento con Llorac, tenía contabilizada una población de 27 habitantes. Aparece descrita en el sexto volumen del Diccionario geográfico-estadístico-histórico de España y sus posesiones de Ultramar de Pascual Madoz de la siguiente manera:

CIRERA: l. que forma ayunt. con Llorach y otros en la prov. de Lérida (14 horas), part. jud. de Cervera (7), aud. terr. y c. g. de Cataluña (Barcelona 24), dióc. de Vich (31), sit. en una altura, ventilada principalmente por el aire N., y el clima aunque bastante frio, es saludable. Tiene 14 casas de un solo piso y por lo regular de mala construccion é igl. parr. bajo la advocacion de Ntra. de la Asuncion, servida por un cura párroco de nombramiento del ordinario en concurso general: es aneja de la de San Juan de Llorach: el cementerio situado detras de la mencionada igl. es capaz y ventilado; habiendo tambien junto al pueblo una fuente de la cual se surten los vec. y en el térm. otra llamada la Font Blanca ambas de agua de mediana calidad. El térm. se estiende de N. á S. 3/4 de leg. y 1/2 de E. á O., confinando N. con Talavera (1/2 leg.); E. con Raurich; S. Sabellá del Abadiato, y O. Llorach á 1/4 de cada uno de estos últimos: el terreno es montuoso y en general de mala calidad; pasando por él el camino de herradura que dirige á Sta. Coloma de Queralt en mediano estado, los restantes que lo atraviesan conducen á los pueblos inmediatos y estan en bastante mal estado: la correspondencia pasan á recogerla á Santa Coloma por cuenta de los mismos interesados. prod.: trigo, cebada, centeno: algun vino y aceite; la mayor cosecha es la del trigo y centeno se cria ganado lanar, y se mantiene el vacuno indispensable para la labranza; hay caza abundante de perdices, conejos y liebres. pobl.: 5 vec., 27 alm. cap. prod.: 478,766 rs. imp.: 14,392.
(Madoz, 1847, p. 415)

En 2023 la entidad singular de población de La Cirera tenía empadronados 15 habitantes.